# Conciërge

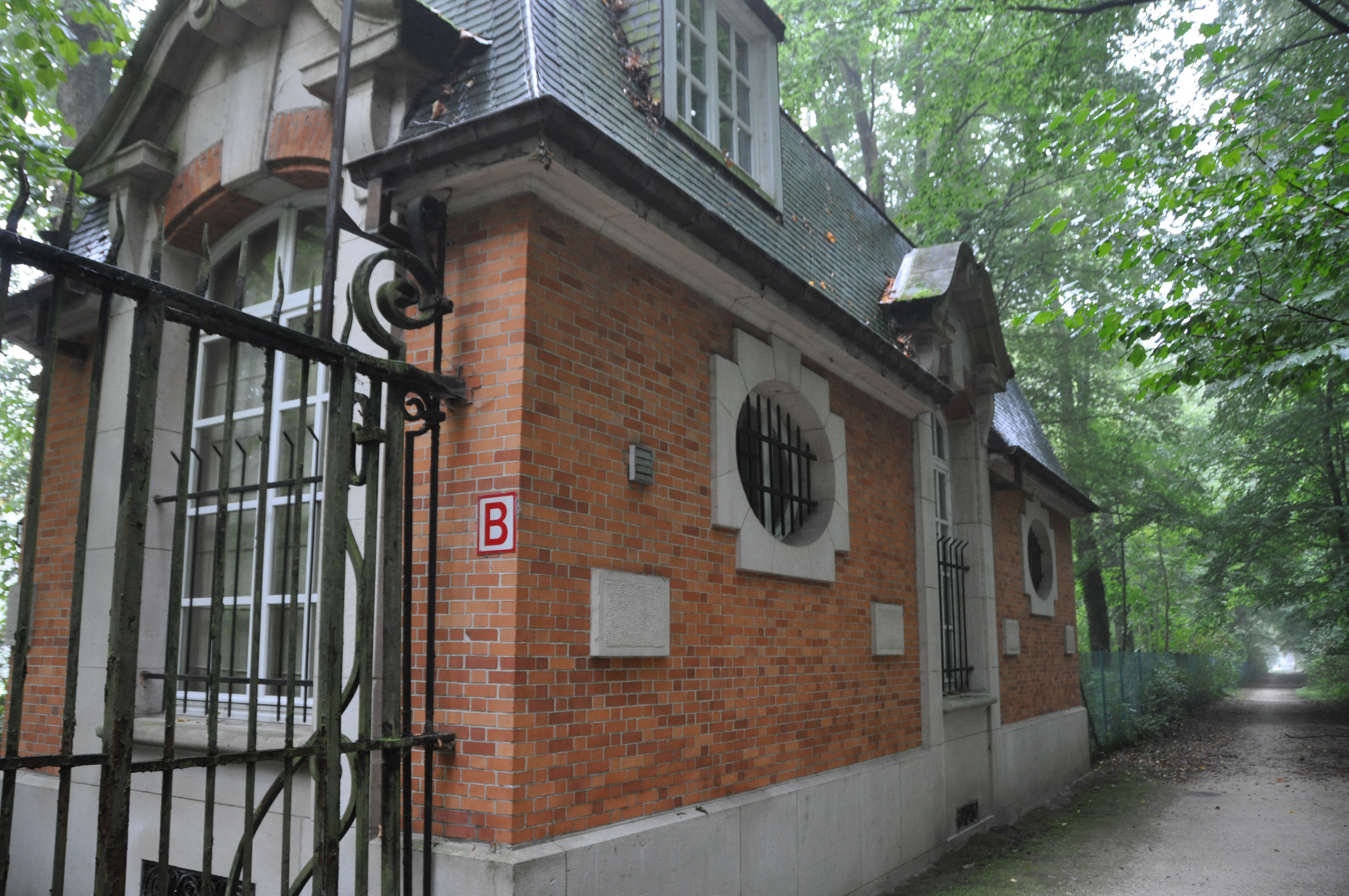
Conciërgewoning van Kasteel Wittouck (Ukkel)

Een conciërge is een functionaris belast met het toezicht op of de bewaking van een gebouw. Dikwijls betreft het hier openbare gebouwen, met name in de Nederlandse situatie. In Frankrijk is een conciërge ook de portier van een appartementencomplex. In een kerk worden dezelfde werkzaamheden door een koster verricht.

## Historie
De benaming is ontleend aan een functie aan het Franse hof: die van comtes des cierges, "kaarsenbewaarders". (Zij waren tevens sleutelbewaarders.) Hun verblijfplaats, de Conciergerie, werd later gevangenis en parlementsgebouw, waardoor de naam van het gebouw een uitgebreider betekenis kreeg. Nog in de negentiende eeuw kon een conciërge "in ons Vaderland een opzigter van paleizen" zijn, zoals de eerste druk van de (Nederlandse) Winkler Prins-encyclopedie (vijfde deel, 1873) vermeldt. Maar de moderne betekenis was toen ook al in gebruik: de conciërge was ook opzichter van openbare gebouwen. Thans is het gebruik van de term vooral (maar niet uitsluitend) bekend bij schoolgebouwen.

## Nederland
In Nederland kan de functie van een conciërge verschillend zijn ingevuld. Soms is het primair zijn taak als portier te fungeren, en die toepassing van het woord sluit dus nog aan bij de huidige Franse betekenis. Daarnaast kan een conciërge allerlei aanvullende taken verrichten: klein onderhoud, begeleid werk derden, houdt toezicht en ondersteunt activiteiten, helpt het personeel, waakt over orde en veiligheid, begeleidt bezoekers en fungeert ook wel als amanuensis (laboratoriumassistent). Op sommige scholen let de conciërge ook op nablijvers, of geeft hen (schoonmaak)werk te doen.

## België
In België is het fenomeen bekend van de conciërgewoning belendend aan een villa van welgestelde bewoners. De conciërge (vaak een echtpaar) let op het huis of gebouw tijdens de afwezigheid van de eigenaars. Meestal is de man dan ook klusjesman-tuinonderhouder en helpt de vrouw in het huishouden, of let op de kinderen. Er is zelfs een speciaal socialezekerheidsstatuut voor "huispersoneel" voorzien. De praktijk was wijdverbreid in het interbellum (bijvoorbeeld Villa Empain) en duikt begin 21e eeuw opnieuw een beetje op bij de hoge internationale ambtenaren of bedrijfsmensen.
In de publieke sector, bij de overheid, scholen, universiteiten, cultuur- en sportcentra enz. is de invulling van de term conciërge eerder verschillend van aard en loopt deze meer in de lijn met de Nederlandse betekenis. De conciërge is dan eerder een vorm van huisbewaarder die de ook deel uitmaakt van het facilitair beheer team.
De term conciërge wordt in België ook soms gebruikt ter aanduiding van de persoon die als aanspreek punt dient in (grote) appartementsgebouw(en) echter wordt deze taak tegenwoordig meestal overgenomen door een syndicus.

## Huisbewaarder
Wordt in België vaak als synoniem van conciërge gebruikt. Een huisbewaarder let op het huis tijdens de afwezigheid van de bewoners en is dus een specifiek soort conciërge. Een huisbewaarder woont daadwerkelijk in het huis (of bijgebouw) voor een korte of lange tijd. Net als de conciërge kan zijn loon betaald worden in natura, maar is het gebruikelijker dat voor deze "house sittings" een geldelijke vergoeding is vastgelegd. Het is de taak van de huisbewaarder het gebouw in goede staat te houden en op te treden in naam van de eigenaar bij diens afwezigheid. Een huisbewaarder beschikt vaak ook over financiële middelen om het gebouw te in goede orde te onderhouden. Wanneer de eigenaar of gebruikers van het gebouw terugkeren, stopt de verantwoordelijkheid van de huisbewaarder. 
De benaming huisbewaarder en conciërge lopen door elkaar heen. In het courante Nederlands wordt het woord weinig gebruikt, behalve in een literaire context, zoals bij verwijzing naar het hoofdpersonage uit de film The Shining of als de vertaalde titel van het toneelstuk The Caretaker van Harold Pinter. Kort na de eerste vertaling van dit toneelstuk in het Nederlands publiceerde Simon Vestdijk een roman met de titel Een huisbewaarder.